# Azay-sur-Thouet
Azay-sur-Thouet – miejscowość i gmina we Francji, w regionie Nowa Akwitania, w departamencie Deux-Sèvres.
Według danych na rok 1990 gminę zamieszkiwały 1013 osoby, a gęstość zaludnienia wynosiła 50 osób/km² (wśród 1467 gmin regionu Poitou-Charentes Azay-sur-Thouet plasuje się na 305. miejscu pod względem liczby ludności, natomiast pod względem powierzchni na miejscu 390.).